# Quintus Mustius Priscus
Quintus Mustius Priscus war ein im 2. Jahrhundert n. Chr. lebender römischer Politiker.
Durch zwei Militärdiplome, die auf den 25. April 142 und den 23. Februar 144 datiert sind, ist belegt, dass Priscus von 142 bis 144 Statthalter der Provinz Dacia superior war. Im Jahr 145 wurde er zusammen mit Marcus Pontius Laelianus Larcius Sabinus Suffektkonsul; die beiden Konsuln sind in einer Inschrift, die auf den 2. August (eines unbestimmten Jahres) datiert ist, aufgeführt.